# Wim Kozijn
Willem Jacob (Wim) Kozijn (Herwijnen, 28 augustus 1940 – Kortenhoef, 26 april 2024) was een Nederlands burgemeester. Hij was lid van de Partij van de Arbeid.

## Loopbaan
Na zijn militaire dienst die hij voor een groot deel in Nederlands-Nieuw-Guinea uitdiende, werd hij in 1964 leraar aan een ulo/mavo in Driebergen. Later doceerde hij op andere opleidingen en daarnaast was hij ook nog gemeenteraadslid en wethouder in de gemeente Driebergen-Rijsenburg.
In maart 1987 werd Kozijn burgemeester van de Noord-Hollandse gemeente 's-Graveland. Op 1 januari 2002 ging die gemeente op in de nieuwe gemeente Wijdemeren waarmee zijn functie kwam te vervallen. Vanaf die datum was hij waarnemend burgemeester van de eveneens net heringedeelde gemeente Castricum. Half juni werd daar Aaltje Emmens-Knol als burgemeester benoemd en een maand later werd hij alweer waarnemend burgemeester, en nu in Brummen ter vervanging van de langdurig zieke burgemeester Lynde Blok. De laatste maanden van 2005 was hij waarnemend burgemeester van Driebergen-Rijsenburg waar hij zijn politieke carrière begon. Op 1 januari 2006 ging die gemeente op in die nieuwe gemeente Utrechtse Heuvelrug. Vervolgens was hij van 6 juni 2006 tot 1 januari 2007 waarnemend burgemeester van de gemeente Weesp en hij was tot september 2007 waarnemend burgemeester van Medemblik. Zijn zesde en laatste waarnemerschap was in de gemeente Blaricum, waar hij van 2007 tot 2008 burgemeester was. Volgens een artikel in Binnenlands Bestuur was Kozijn op dat moment de burgemeester met de meeste waarnemerschappen.
Kozijn overleed op 26 april 2024 op 83-jarige leeftijd.